# Alojzy Dworzaczek
Alojzy Dworzaczek (ur. 4 listopada 1869 w Českim Brodzie, zm. 29 listopada 1931 w Poznaniu) – polski kompozytor, dyrygent, skrzypek i pedagog pochodzenia czeskiego.

## Życiorys
Urodził się 4 listopada 1869 roku w środkowoczeskim mieście Český Brod. Studiował muzykę w Instytucie Muzycznym w Warszawie (1883–1892). Jego nauczycielami byli Stanisław Barcewicz i Zygmunt Noskowski. Od 1886 występował jako skrzypek w orkiestrze WTR (Warszawskie Teatry Rządowe). Pracował też jako nauczyciel muzyki. Po przeniesieniu się do Łodzi był w latach 1896–1913 kierownikiem Towarzystwa Śpiewaczego „Lutnia”. Przygotował tam m.in. amatorskie przedstawienie opery Halka. Występował również w warszawskiej Dolinie Szwajcarskiej, jako dyrygent Opery Popularnej (1911).
Okres I wojny światowej spędził w Rosji. Po wojnie mieszkał w Kaliszu (1919–1920) i w Poznaniu (od 1921). Był dyrygentem orkiestry Teatru Wielkiego i kierował chórem. W dniu jubileuszu trzydziestopięciolecia pracy (12 maja 1926) dyrygował tam skomponowaną przez siebie operą pt. „Żywila”.

## Wybrane kompozycje
(na podstawie materiałów źródłowych
Opery
- Żywila
- Boruta
- Maria

Pieśni
- W noc lipcową, barkarola na chór męski
- Śpiewy chóralne na chór męski, do słów Adama Asnyka